# Witów (powiat tatrzański)

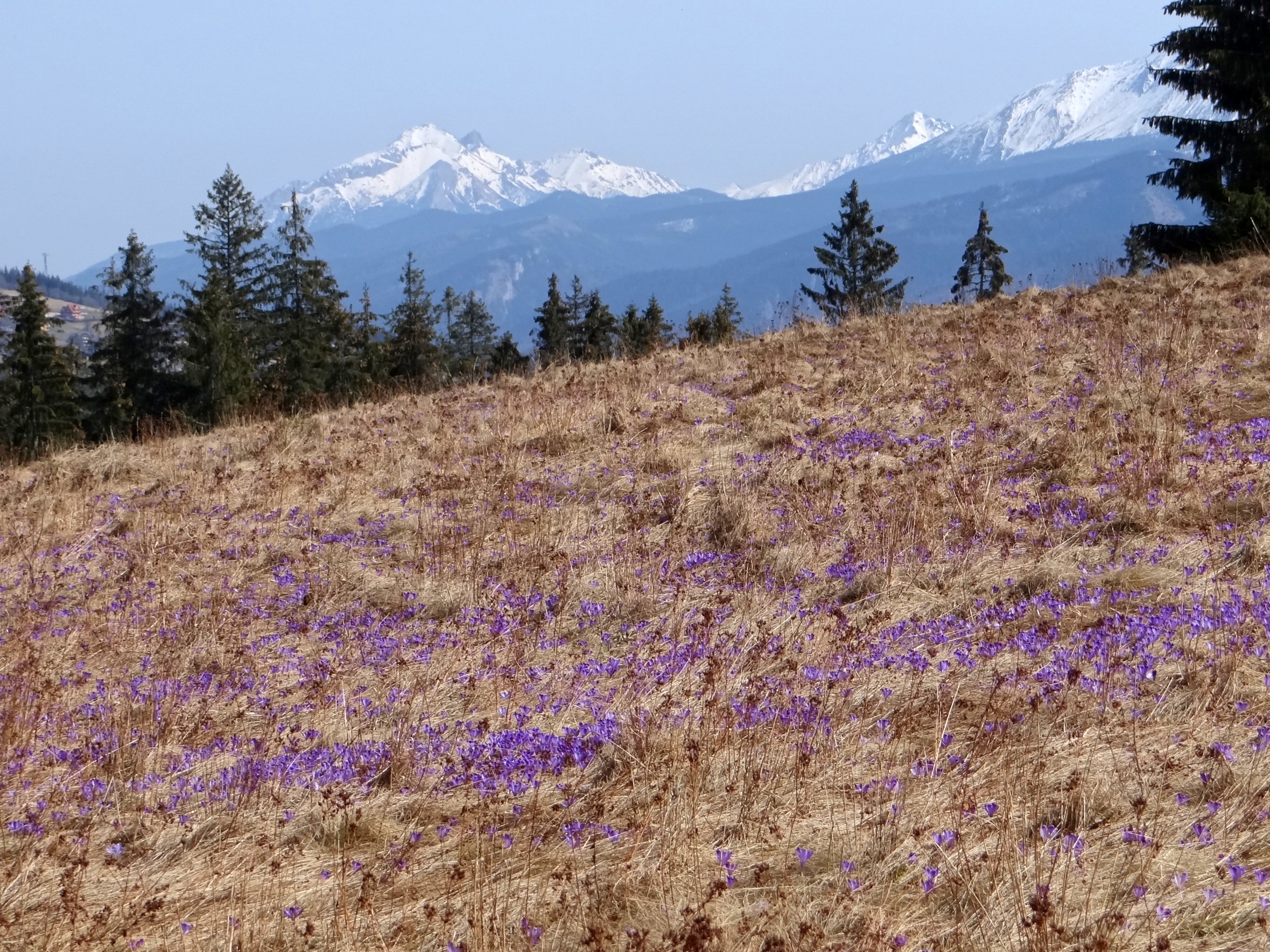
Widok na Tatry z osiedla Urchoci Wierch

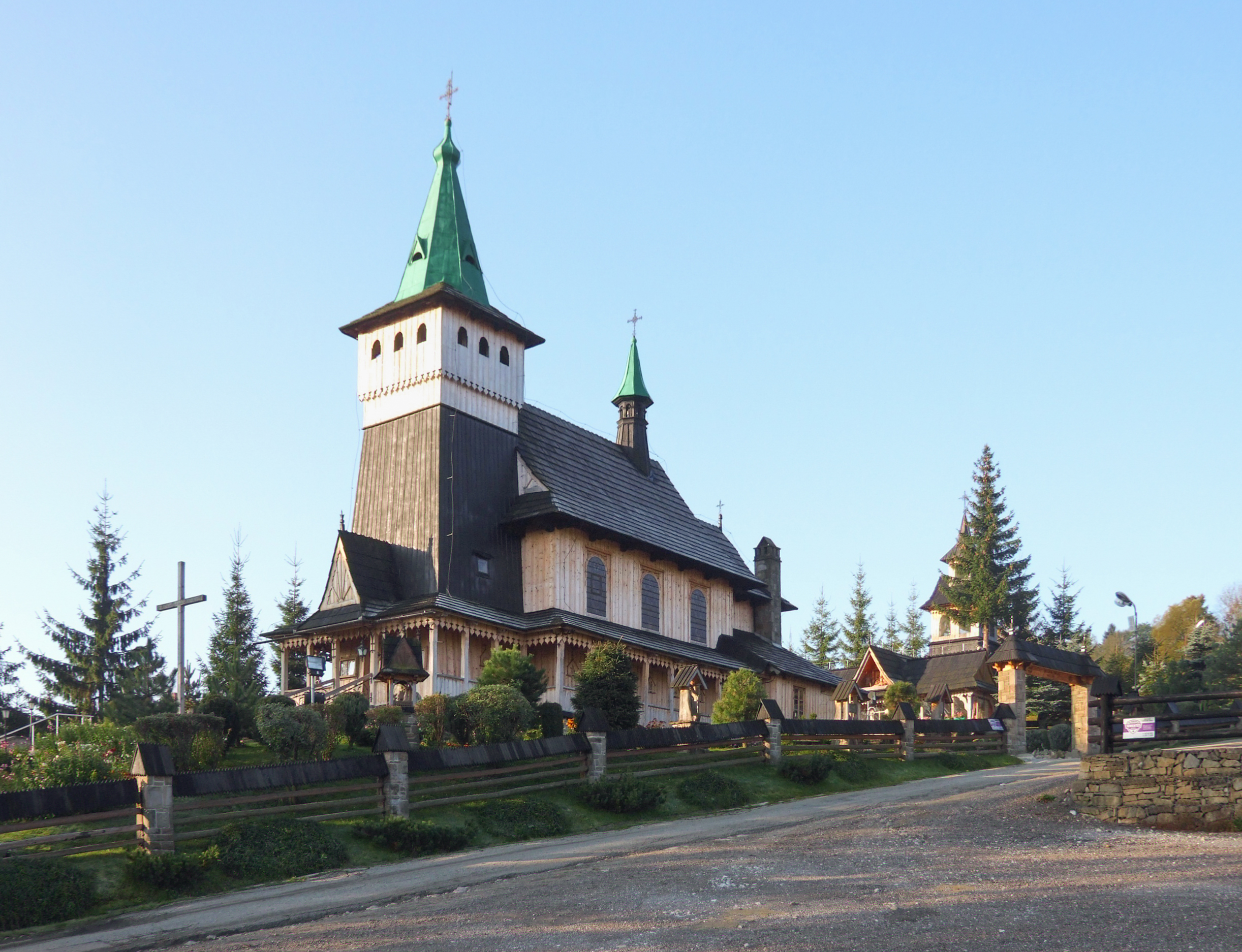
Kościół

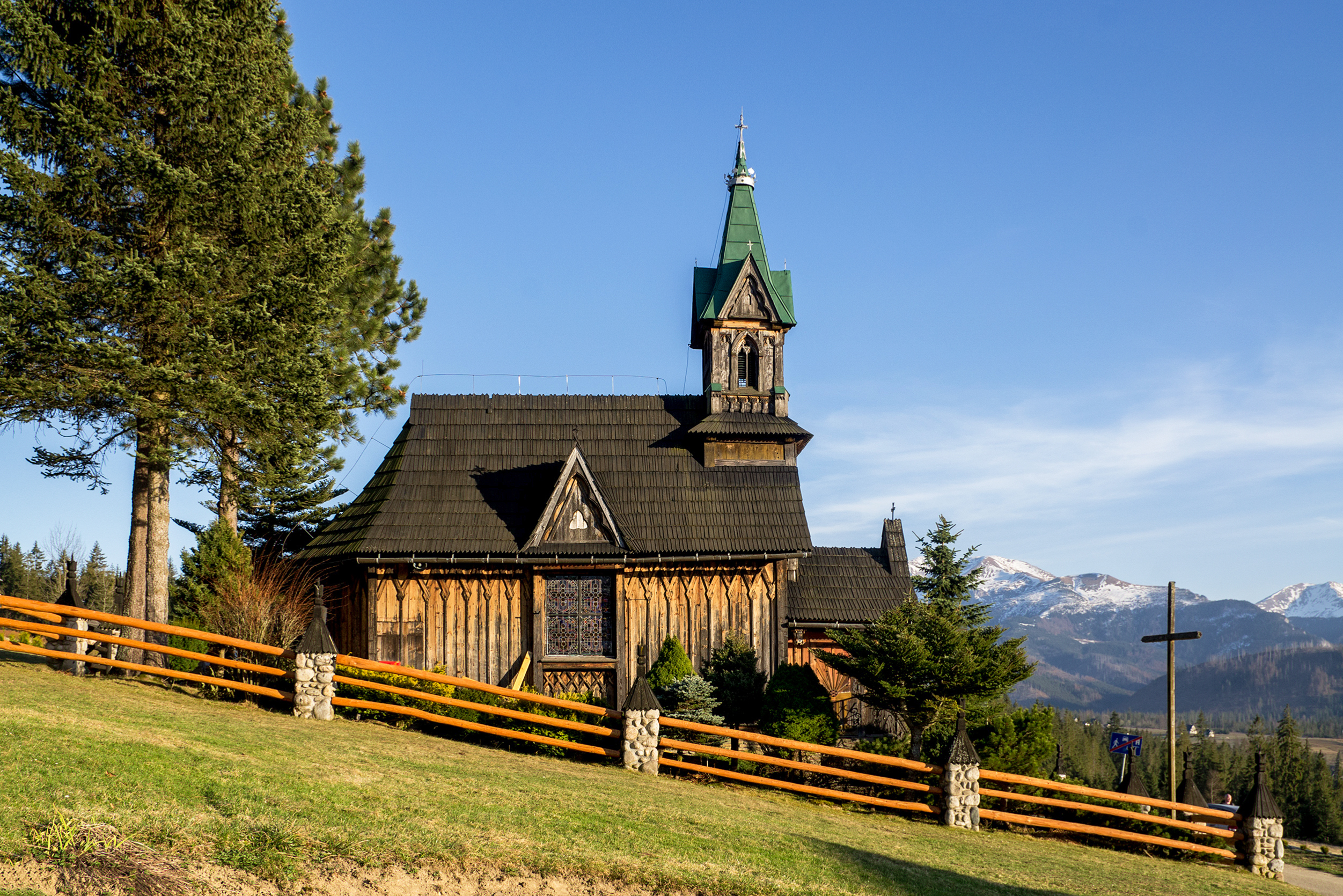
Kaplica św. Anny na Płazówce

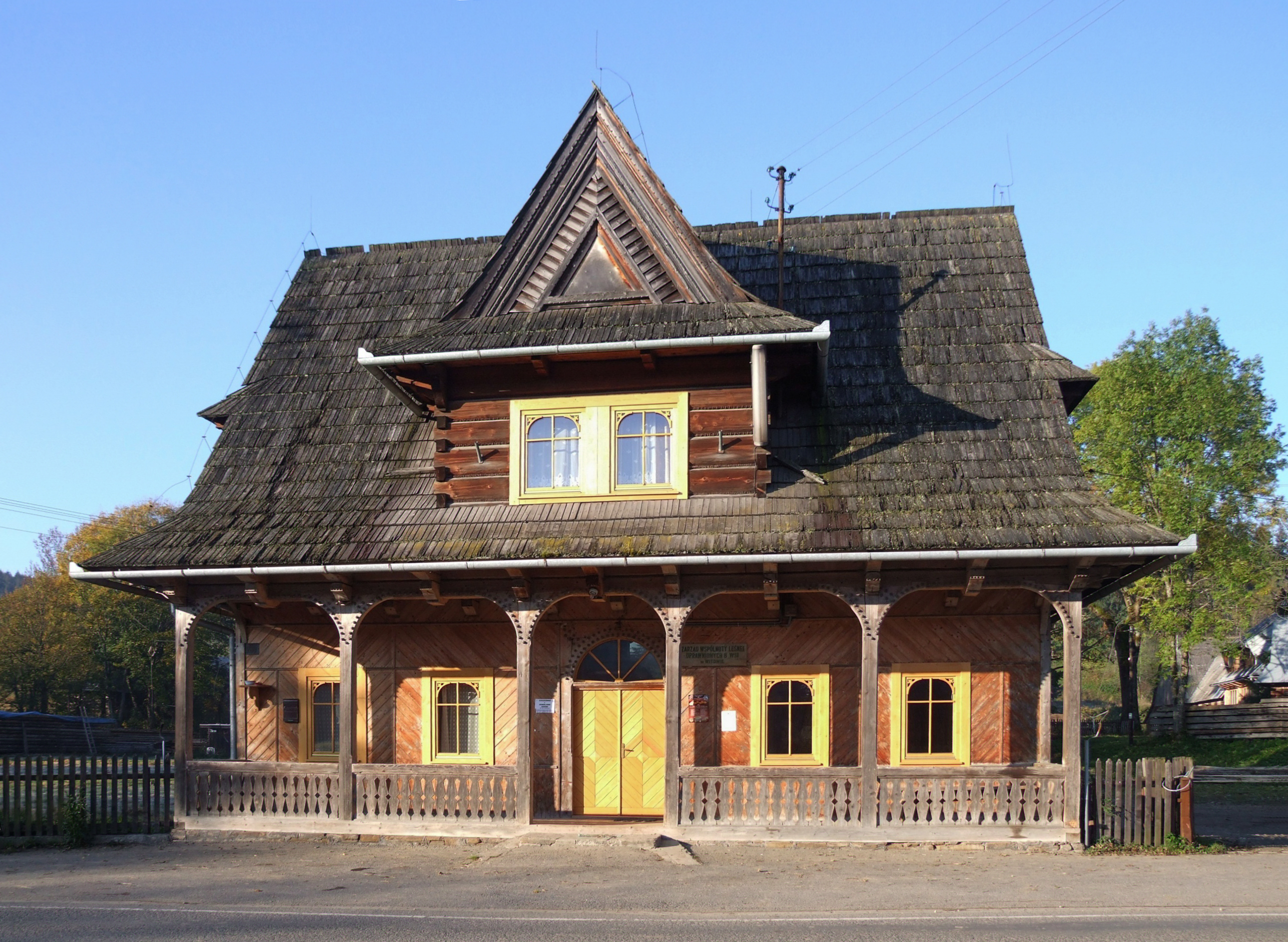
Siedziba Wspólnoty Leśnej 8 Uprawnionych Wsi

Witów – wieś w Polsce położona w województwie małopolskim, w powiecie tatrzańskim, w gminie Kościelisko. Jest to miejscowość turystyczna w górnym biegu potoku Czarny Dunajec, u podnóża Tatr Zachodnich.
Powstanie wsi
Źródła wskazują, że wieś powstała na początku XVII wieku, za rządów starosty nowotarskiego Stanisława Witowskiego (ok. 1616-1624). Wcześniej, bo już w 1606 roku, istniał tam przysiółek. Witowski, posiadając przywilej lokacyjny, zakładał nowe osady na Podhalu, dążąc do zwiększenia dochodów starostwa. Początkowo Witów miał nosić nazwę Zygmuntowo i istniały plany, aby nadać mu prawa miejskie. Ostatecznie jednak wieś przyjęła nazwę od nazwiska starosty.

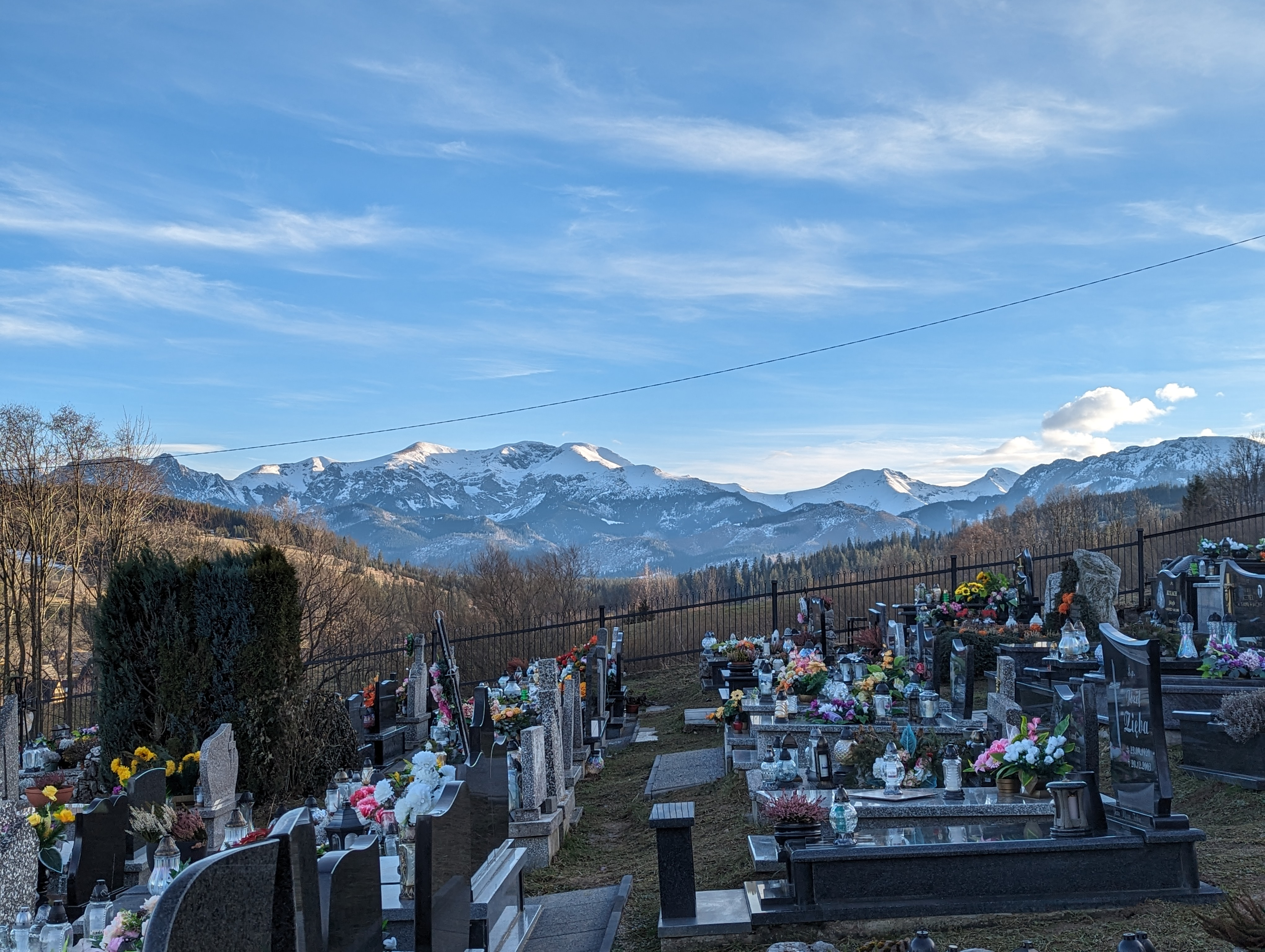
Cmentarz w Witowie

Integralne części wsi Witów:
przysiółkiPłazówka, Roztoki
części wsiBiały Potok, Chochołowska, Długopolska, Długoszówka, Halaburdowa, Kaplowa, Kojsówka, Lachowa, Mnichówka, Obrochtówka, Podczerwińska, Pod Jaworki, Siwa, Szatanowa, Urchoci Wierch, W Potoku
W okresie międzywojennym w miejscowości stacjonowała placówka Straży Granicznej I linii „Witów”.
W latach 1975–1998 miejscowość należała administracyjnie do województwa nowosądeckiego.

## Położenie i środowisko przyrodnicze
Witów to największa powierzchniowo miejscowość gminy Kościelisko (65 km²). Swoim obszarem obejmuje część Tatr Zachodnich, Orawicko-Witowskich Wierchów, fragment Rowu Kościeliskiego i tereny leżące wzdłuż rzeki Czarny Dunajec. Graniczy z trzema podhalańskimi miejscowościami: z Kościeliskiem i Dzianiszem od wschodu oraz Chochołowem od północy. Od południa i zachodu ciągnie się granica polsko-słowacka.
Większość obszaru Witowa położona jest na terenie Tatr Zachodnich i objęta ochroną w ramach Tatrzańskiego Parku Narodowego (TPN). Część tatrzańską stanowią Dolina Lejowa i Dolina Chochołowska – największa i najdłuższa dolina Tatr Polskich.
Podhalańska część miejscowości obejmuje zachodni skraj Rowu Podtatrzańskiego, zachodni fragment Pogórza Gubałowskiego, dolinę Czarnego Dunajca oraz północne stoki Orawicko-Witowskich Wierchów ciągnące się wzdłuż granicy ze Słowacją (m.in. Magurę Witowską i Przysłop Witowski).
Najwyższym punktem miejscowości jest Starorobociański Wierch (2176 m) – najwyższy szczyt polskich Tatr Zachodnich. W podhalańskiej części Witowa najwyżej wznosi się Magura Witowska (1231 m), która jest jednocześnie najwyższym szczytem polskiego Podtatrza. Tereny zamieszkane znajdują się na wysokości wahającej się od ok. 900 m n.p.m. w rejonie wylotu dolin tatrzańskich do ok. 800 m n.p.m. przy granicy z Chochołowem.
Zwarta zabudowa mieszkalna ciągnie się wzdłuż drogi wojewódzkiej nr 958 na długości ok. 5 km, począwszy od granicy z Chochołowem. Poza tym obszarem większymi skupiskami mieszkańców są osady Kojsówka, Płazówka i Roztoki oraz tereny położone w okolicach wylotu dolin tatrzańskich.
W Witowie bierze początek rzeka Czarny Dunajec. Powstaje ona z połączenia potoków Kirowej i Siwej Wody (czyli odpowiednio Kościeliskiego i Chochołowskiego Potoku, które po wypłynięciu z Tatr zmieniają swoje nazwy).

## Kultura

### Oddział Związku Podhalan w Witowie
W Witowie od 1999 prowadzi działalność oddział Związku Podhalan. W marcu 2000 uchwałą Zarządu Głównego został on oficjalnie przyjęty do grona tej organizacji. 12 listopada 2000 odbyła się uroczystość poświęcenia sztandaru. Oddział wspiera organizacyjnie i współdziała m.in.: z Kołem Związku Podhalan nr 27 – Witów w Chicago, Ochotniczą Strażą Pożarną w Witowie, Wspólnotą Leśną Uprawnionych Ośmiu Wsi w Witowie, Zespołem Szkół w Witowie, parafią MB Szkaplerznej w Witowie, a także z władzami samorządowymi.

### Zespoły regionalne

#### „Witowianie”
Zespół regionalny „Witowianie” powstał w Witowie w latach trzydziestych XX wieku. Działalność przerwana wybuchem II wojny światowej została wznowiona w 1949. W 1956 z powodu ciągłych trudności materialnych nastąpił rozpad zespołu. W 1975 Aniela i Karol Michniakowie założyli na nowo zespół regionalny „Witowianie”, który prowadził działalność do 1994. Przez kilkanaście lat działalności „Witowianie” zebrali wiele nagród i wyróżnień. Świadczy o tym też duża liczba występów w kraju i zagranicą. Do zespołu oprócz mieszkańców Witowa należała także spora grupa młodzieży z Koniówki, Cichego, Dzianisza, Ratułowa, Podczerwonego, Chochołowa, Miętustwa. W 2003 pod patronatem Oddziału Związku Podhalan w Witowie zespół reaktywowano. Jednak z powodu małej liczby członków po kilku latach jego działalność ponownie została zakończona.

#### „Mali Witowianie”
W 1995 przy Szkole Podstawowej w Witowie powstał dziecięcy zespół góralski „Mali Witowianie”. W swoim dorobku ma udział w wielu imprezach w kraju i na Słowacji. „Mali Witowianie” biorą czynny udział w uroczystościach szkolnych, kościelnych i regionalnych. Zespół działa obecnie przy Zespole Szkół Podstawowej i Gimnazjum im. ks. Leona Musielaka w Witowie.

### Imprezy cykliczne
W ramach „Tatrzańskich Wici”, czyli cyklu imprez kulturalnych organizowanych na terenie powiatu tatrzańskiego w sezonie wakacyjnym w Witowie odbywają się: „Witowiańsko Watra” i „Święto Lasu”.

#### „Witowiańsko Watra”
Jest to organizowana od 2001 cykliczna impreza kulturalna mająca na celu propagowanie folkloru góralskiego i uatrakcyjnienia pobytu goszczących w Witowie turystów. Tradycyjnie odbywa się w ostatnią niedzielę lipca. Właściwą imprezę poprzedzają uroczystości odpustowe w kaplicy św. Anny na Płazówce, którym towarzyszy oprawa góralska. Głównym punktem każdej imprezy jest rozpalenie watry, czyli ogniska. W trakcie imprezy można oglądać występy zespołów regionalnych zarówno z Polski jak i Słowacji, próbować miejscowych potraw oraz brać udział w różnych konkursach.

#### „Święto Lasu”
To cykliczna impreza plenerowa odbywająca się na Siwej Polanie u wylotu Doliny Chochołowskiej w dniu 15 sierpnia. Głównym organizatorem jest Wspólnota Leśna Uprawnionych Ośmiu Wsi w Witowie. W trakcie trwania imprezy odbywają się występy zespołów góralskich, czynne są stoiska z rękodziełem i punkty gastronomiczne serwujące tradycyjne potrawy regionalne.

### Gminny Ośrodek Kultury Regionalnej w Kościelisku – filia w Witowie
W Witowie działa filia Gminnego Ośrodka Kultury Regionalnej (GOKR-u) w Kościelisku. Jej siedziba mieści się w byłej strażnicy Straży Granicznej. Zadaniem tej instytucji jest krzewienie i podtrzymywanie tradycji góralskich, a także pomoc w organizacji imprez kulturalnych na terenie gminy.

## Turystyka

### Wyciągi narciarskie
Witów ma rozwinięta bazę turystyczną umożliwiającą uprawianie sportów zimowych gł. narciarstwa zjazdowego. Na terenie miejscowości znajduje się Stacja Narciarska Witów-Ski oraz kilka mniejszych wyciągów orczykowych. Swoją szkołę narciarstwa i snowboardu prowadzi tutaj wybitna polska snowboardzistka Jagna Marczułajtis.